# ISO 7010
Die ISO-Norm ISO 7010 legt Rettungs-, Verbots-, Gebots-, Warn- und Brandschutzzeichen fest. Die Formen und Farben dieser Zeichen beruhen auf der Normenreihe ISO 3864. Die Norm soll international für mehr Sicherheit durch einheitliche Sicherheitskennzeichen sorgen.
Die Fassung 2019 der ISO 7010 beinhaltet die Wasser- und Strandsicherheitszeichen, die zuvor in der nun zurückgezogenen ISO 20712-1 festgelegt waren.
Die europäische Norm ist EN ISO 7010, deren aktuelle Fassung im März 2020 vom Europäischen Komitee für Normung (CEN) angenommen wurde. In Österreich löst sie die ÖNORM Z1000 ab, in Deutschland gilt sie in Verbindung mit der teilweise ersetzten DIN 4844-2.

## Farben und Gestaltung
Die Farben der Zeichen werden in der ISO 3864-4 in RAL-Farben festgelegt.
| Bedeutung/Verwendung      | RAL-Name      | RAL-Nummer | RGB-Hex | Farbmuster |
| ------------------------- | ------------- | ---------- | ------- | ---------- |
| Warnung                   | Signalgelb    | 1003       | #F9A800 |            |
| Verbot/Brandschutz        | Signalrot     | 3001       | #9B2423 |            |
| Gebot                     | Signalblau    | 5005       | #005387 |            |
| Rettung                   | Signalgrün    | 6032       | #237F52 |            |
| Rand/Symbol/Zusatzzeichen | Signalweiß    | 9003       | #ECECE7 |            |
| Symbol                    | Signalschwarz | 9004       | #2B2B2C |            |

### Gefährdungsgrade
Für die Kennzeichnung des Grades der Gefährdung bestimmt ISO 3864-2 die folgenden Farben und Signalwörter:
| Bedeutung/Verwendung | RAL-Name     | Kontrastfarbe | RAL-Nummer | RGB-Hex | Farbmuster | Signalwort |
| -------------------- | ------------ | ------------- | ---------- | ------- | ---------- | ---------- |
| Hoher Risikograd     | Signalrot    | Weiß          | 3001       | #9B2423 |            | GEFAHR     |
| Mittlerer Risikograd | Signalorange | Schwarz       | 2010       | #D4652F |            | WARNUNG    |
| Niedriger Risikograd | Signalgelb   | Schwarz       | 1003       | #F9A800 |            | VORSICHT   |

Das Signalwort GEFAHR ist, falls ein hoher Risikograd vorliegt, in signalweißer Farbe zu schreiben um den Kontrast zum signalroten Hintergrund zu vergrößern.

### Gestaltung
Die Gestaltung der Symbole richtet sich nach ISO 3864-3. Mit Ausnahme des Ausrufezeichens im allgemeinen Gebotszeichen und im allgemeinen Warnzeichen dürfen Sicherheitszeichen weder Schriftzeichen noch Zahlen enthalten. Dies gilt auch für mathematische Symbole. Das Urbild jedes Sicherheitszeichens hat eine Größe von 7 cm. Innerhalb dieses Urbilds müssen die Linien mindestens eine Breite von 1 mm (in Ausnahmefällen 0,5 mm) besitzen. Bis auf wenige Ausnahmen (z. B. bei Zeichen W056) darf bei keinem Sicherheitszeichen das Symbol in den freizuhaltenden Bereich am Rand hineinreichen. Bei Brandschutz-, Rettungs- und Gebotszeichen hat dieser Bereich eine Breite von 8 Prozent der Höhe oder des Durchmessers des Zeichens; bei Warn- und Verbotszeichen 3,3 Prozent. Die Sicherheitsfarbe muss (außer bei Verbotszeichen) mindestens die Hälfte der Fläche des Zeichens ausmachen. Wird eine Hand von der Seite dargestellt, so werden neben dem Daumen nur drei Finger dargestellt. Ferner soll in einem Sicherheitszeichen auch kein Blut dargestellt werden.

#### Pfeile
ISO 3864-3 definiert folgende Pfeile zur Verwendung in Sicherheitszeichen:
| Pfeil | Bedeutung/Anwendung                                                              | Winkel des Pfeilkopfes |
| ----- | -------------------------------------------------------------------------------- | ---------------------- |
| Typ A | Bewegung in eine Richtung (z. B. fallende Objekte, Bewegung von Maschinenteilen) | 60°                    |
| Typ B | Rotation                                                                         | 60°                    |
| Typ C | Kraft, Druck oder Flüssigkeiten                                                  | 84°                    |
| Typ D | Bewegung von Personen                                                            | 84° – 86°              |

## Notbeleuchtung und Nachleuchten
Sowohl die Brandschutzzeichen, als auch die Rettungszeichen müssen nach ASR A1.3 langnachleuchtend sein, wenn keine elektrische Notbeleuchtung vorhanden ist. Das bedeutet, dass die Zeichen nach Anregung durch Licht ohne Energiezufuhr selbständig leuchten. Dabei gehen die Farben verloren, aber die Formen bleiben als Umrisse erkennbar.

## Liste der Symbole

### Übersicht
Die verschiedenen Zeichen werden in Kategorien unterteilt. Innerhalb dieser werden die Zeichen fortlaufend nummeriert.
| Verwendung         | Kategorie | Englischer Begriff | Sicherheitsfarbe                                     | Kontrastfarbe     | Form                                        | Beispiel                      |
| ------------------ | --------- | ------------------ | ---------------------------------------------------- | ----------------- | ------------------------------------------- | ----------------------------- |
| Warnzeichen        | W         | Warning of hazards | Gelb                                                 | Schwarz           | dreieckig, mit abgerundeten Ecken           | Allgemeines Warnzeichen       |
| Verbotszeichen     | P         | Prohibited actions | Rot                                                  | Weiß              | rund, diagonal durchgestrichen              | Rauchen verboten              |
| Brandschutzzeichen | F         | Fire protection    | Rot                                                  | Weiß              | quadratisch                                 | Feuerlöscher                  |
| Gebotszeichen      | M         | Mandatory actions  | Blau                                                 | Weiß              | rund                                        | Gehörschutz benutzen          |
| Rettungszeichen    | E         | Emergency          | Grün                                                 | Weiß              | quadratisch (mit Richtungspfeil rechteckig) | Rettungsweg, Notausgang links |
| Zusatzzeichen      | -         | Supplementary Sign | Weiß                                                 | Schwarz           | rechteckig                                  | -                             |
| Zusatzzeichen      | -         | Supplementary Sign | Sicherheitsfarbe des zugehörigen Sicherheitszeichens | Schwarz oder Weiß | rechteckig                                  | -                             |

### Warnzeichen
Siehe auch: Warnzeichen
| Form             | dreieckig                |
| Hintergrundfarbe | Signalgelb (RAL 1003)    |
| Symbolfarbe      | Signalschwarz (RAL 9004) |
| Kategorie        | W                        |

W001: Allgemeines Warnzeichen
W002: Warnung vor explosionsgefährlichen Stoffen
W003: Warnung vor radioaktiven Stoffen oder ionisierenden Strahlen
W004: Warnung vor Laserstrahl
W005: Warnung vor nicht ionisierender Strahlung
W006: Warnung vor magnetischem Feld
W007: Warnung vor Hindernissen am Boden
W008: Warnung vor Absturzgefahr
W009: Warnung vor Biogefährdung
W010: Warnung vor niedriger Temperatur/Kälte
W011: Warnung vor Rutschgefahr
W012: Warnung vor elektrischer Spannung
W013: Warnung vor Wachhunden
W014: Warnung vor Flurförderzeugen
W015: Warnung vor schwebender Last
W016: Warnung vor giftigen Stoffen
W017: Warnung vor heißer Oberfläche
W018: Warnung vor automatischem Anlauf
W019: Warnung vor Quetschgefahr
W020: Warnung vor Hindernissen im Kopfbereich
W021: Warnung vor feuergefährlichen Stoffen
W022: Warnung vor spitzem Gegenstand
W023: Warnung vor ätzenden Stoffen
W024: Warnung vor Handverletzungen
W025: Warnung vor gegenläufigen Rollen
W026: Warnung vor Gefahren durch das Aufladen von Batterien
W027: Warnung vor optischer Strahlung
W028: Warnung vor brandfördernden Stoffen
W029: Warnung vor Gasflaschen
W030: Warnung vor Quetschgefahr der Hand zwischen Werkzeugen einer Presse
W031: Handquetschung zwischen dem Werkzeug der Abkantpresse
W032: Warnung vor hochschnellendem Werkstück in einer Presse
W033: Warnung vor Stacheldraht
W034: Warnung vor Stier
W035: Warnung vor herabfallenden Gegenständen
W036: Warnung vor nicht durchtrittsicherem Dach
W037: Warnung vor Überrollen durch ferngesteuerte Maschine
W038: Warnung vor unvermittelt auftretendem lauten Geräusch
W039: Warnung vor Eisschlag
W040: Warnung vor Dachlawine
W041: Warnung vor Erstickungsgefahr
W042: Warnung vor Lichtbogen
W043: Warnung vor dünnem Eis
W044: Warnung vor Slipanlage
W045: Warnung vor Wasserski-Bereich
W046: Warnung vor Surfsportgebiet
W047: Warnung vor tiefem Wasser
W048: Warnung vor flachem Wasser
W049: Warnung vor Objekten unter der Wasseroberfläche
W050: Warnung vor unvermittelter Tiefenänderung in Schwimm- oder Freizeitbecken
W051: Warnung vor ungesicherter Uferkante
W052: Warnung vor instabiler Klippenkante
W053: Warnung vor Steinschlag von instabiler Klippe
W054: Warnung vor Haien
W055: Warnung vor Abwassereinleitung
W056: Warnung vor Tsunami-gefährdetem Bereich
W057: Warnung vor starker Strömung
W058: Warnung vor Schiffsverkehr
W059: Warnung vor Strandseglern
W060: Warnung vor auflaufender Tide
W061: Warnung vor Treibsand oder tiefem Schlamm
W062: Warnung vor Kitesurfern
W063: Warnung vor Parasailing
W064: Warnung vor starkem Wind
W065: Warnung vor hoher Brandung oder hohen brechenden Wellen
W066: Warnung vor steil abfallendem Strand
W067: Warnung vor Krokodilen, Alligatoren oder Kaimanen
W068: Warnung vor dem ins Wasser Fallen beim Betreten oder Verlassen einer schwimmenden Fläche
W069: Warnung vor Quallen
W070: Warnung vor Abwärtsstufe
W071: Warnung vor gesundheitsgefährdenden Stoffen oder Gemischen
W072: Warnung vor umweltgefährdenden Stoffen oder Gemischen
W073: Warnung vor großflächigem Brandgebiet
W074: Warnung vor Tornadogebiet
W075: Warnung vor aktivem Vulkangebiet
W076: Warnung vor Murganggebiet
W077: Warnung vor Überschwemmungsgebiet
W078: Warnung vor Erdrutschgebiet
W079: Warnung vor heißem Inhalt
W080: Warnung vor heißem Dampf
W087: Warnung vor hoher Lautstärke
W088: Warnung vor beweglichen Klingen
W089: Warnung vor beweglichen Zahnrädern

### Verbotszeichen
| Form             | rund                                                                             |
| Hintergrundfarbe | Signalweiß (RAL 9003) und diagonal durchgestrichener Signalroter Rand (RAL 3001) |
| Symbolfarbe      | Signalschwarz (RAL 9004)                                                         |
| Kategorie        | P                                                                                |

P001: Allgemeines Verbotszeichen
P002: Rauchen verboten
P003: Keine offene Flamme; Feuer, offene Zündquelle und Rauchen verboten
P004: Für Fußgänger verboten
P005: Kein Trinkwasser
P006: Für Flurförderzeuge verboten
P007: Kein Zutritt für Personen mit Herzschrittmachern oder implantierten Defibrillatoren
P008: Mitführen von Metallteilen oder Uhren verboten
P009: Aufsteigen verboten
P010: Berühren verboten
P011: Mit Wasser löschen verboten
P012: Keine schwere Last
P013: Eingeschaltete Mobiltelefone verboten
P014: Kein Zutritt für Personen mit Implantaten aus Metall
P015: Hineinfassen verboten
P016: Mit Wasser spritzen verboten
P017: Schieben verboten
P018: Sitzen verboten
P019: Aufsteigen verboten
P020: Aufzug im Brandfall nicht benutzen
P021: Mitführen von Hunden verboten
P022: Essen und Trinken verboten
P023: Abstellen oder Lagern verboten
P024: Betreten der Fläche verboten
P025: Benutzen des unvollständigen Gerüstes verboten
P026: Verbot, dieses Gerät in der Badewanne, Dusche oder über mit Wasser gefülltem Becken zu benutzen
P027: Personenbeförderung verboten
P028: Benutzen von Handschuhen verboten
P029: Fotografieren verboten
P030: Knoten von Seilen verboten
P031: Schalten verboten
P032: nicht zulässig für Seitenschleifen
P033: nicht zulässig für Nassschleifen
P034: nicht zulässig für Freihandschleifen und handgeführtem Schleifen
P035: Metallbeschlagenes Schuhwerk verboten
P036: Kein Zutritt für Kinder
P037: Schleppspur verlassen verboten
P038: Schaukeln im Sessel verboten
P039: Heißarbeiten verboten
P040: Feuerwerk zünden verboten
P041: Gegenlehnen verboten
P042: Für schwangere Frauen verboten
P043: Für Personen im Rauschzustand verboten
P044: Nutzung von Datenbrillen verboten
P045: Lagerfeuer verboten
P046: Nicht aus Rodelschlitten herausstrecken
P047: Andere Schlitten rammen verboten
P048: Laufen verboten
P049: Schwimmen verboten
P050: Schnorcheln verboten
P051: Geräte-Tauchen verboten
P052: Kopfsprung verboten
P053: Segeln verboten
P054: Windsurfen verboten
P055: Muskelbetriebene Boote verboten
P056: Maschinenbetriebene Boote verboten
P057: Jet-Ski verboten
P058: Wasserski-Aktivitäten verboten
P059: Surfen verboten
P060: Tragen von Straßenschuhen verboten
P061: In das Wasser springen verboten
P062: In das Wasser schubsen verboten
P063: Body-Boarding verboten
P064: Surfen zwischen den rot-gelben Flaggen verboten
P065: Kitesurfen verboten
P066: Parasailing verboten
P067: Strandsegeln verboten
P068: Nicht der direkten Sonneneinstrahlung oder einer heißen Oberfläche aussetzen
P069: Nicht von Benutzern zu warten
P070: Finger nicht in die Hydromassagedüse stecken
P071: Barriere übersteigen verboten
P072: Abspringen verboten
P073: Deckel nicht schließen, wenn die Brenner in Betrieb sind
P074: Kindersitz installieren verboten
P075: Nicht in die Lichtquelle schauen
P081: Gerät nicht abdecken

### Gebotszeichen
| Form             | rund                  |
| Hintergrundfarbe | Signalblau (RAL 5005) |
| Symbolfarbe      | Signalweiß (RAL 9003) |
| Kategorie        | M                     |

M001: Allgemeines Gebotszeichen
M002: Gebrauchsanweisung beachten
M003: Gehörschutz benutzen
M004: Augenschutz benutzen
M005: Vor Benutzung erden
M006: Netzstecker ziehen
M007: Weitgehend lichtundurchlässigen Augenschutz benutzen
M008: Fußschutz benutzen
M009: Handschutz benutzen
M010: Schutzkleidung benutzen
M011: Hände waschen
M012: Handlauf benutzen
M013: Gesichtsschutz benutzen
M014: Kopfschutz benutzen
M015: Warnweste benutzen
M016: Maske benutzen
M017: Atemschutz benutzen
M018: Auffanggurt benutzen
M019: Schweißmaske benutzen
M020: Rückhaltesystem benutzen
M021: Vor Wartung oder Reparatur freischalten
M022: Hautschutzmittel benutzen
M023: Übergang benutzen
M024: Fußgängerweg benutzen
M025: Kleinkinder durch weitgehend lichtundurchlässige Augenabschirmung schützen
M026: Schutzschürze benutzen
M027: Absperrung prüfen
M028: Verschlossen halten
M029: Akustisches Signal geben
M030: Abfallbehälter benutzen
M031: Schutzhaube der Tischkreissäge benutzen
M032: Antistatisches Schuhwerk benutzen
M033: Sicherheitsbügel des Sessellifts schließen
M034: Sicherheitsbügel des Sessellifts öffnen
M035: Im Fall eines Sturzes Schleppspur sofort verlassen
M036: Skispitzen anheben
M037: Öffnungen schließen und sichern beim Aussetzvorgang
M038: Motor starten beim Aussetzvorgang
M039: Rettungsboot fieren beim Aussetzvorgang
M040: Rettungsfloß fieren beim Aussetzvorgang
M041: Bereitschaftsboot fieren beim Aussetzvorgang
M042: Fallen lösen beim Aussetzvorgang
M043: Wassersprühanlage einschalten beim Aussetzvorgang
M044: Luftversorgung einschalten beim Aussetzvorgang
M045: Rettungsboot-Laschings lösen beim Aussetzvorgang
M046: Gasflaschen sichern
M047: Umgebungsluftunabhängigen Atemschutz benutzen
M048: Gasdetektor benutzen
M049: Schutzausrüstung für Rollsport benutzen
M050: Beim Ausstieg den Rodel nach links verlassen
M051: Beim Ausstieg den Rodel nach rechts verlassen
M052: Abstand halten zwischen den Rodeln
M053: Rettungsweste benutzen
M054: Kinder in Wassereinrichtungen beaufsichtigen
M055: Von Kindern fernhalten
M056: Vor und während des Betretens lüften
M057: Kontinuierliche Lüftung sicherstellen
M058: Zutritt nur mit außenstehender Aufsichtsperson
M059: Laborkittel tragen
M060: Griff des Wagens festhalten
M061: Hände desinfizieren
M062: Fläche desinfizieren
M070: Lampe in Leuchte mit Abschirmung verwenden
M071: Kippsicherung benutzen

### Brandschutzzeichen
| Form             | viereckig             |
| Hintergrundfarbe | Signalrot (RAL 3001)  |
| Symbolfarbe      | Signalweiß (RAL 9003) |
| Kategorie        | F                     |

F001: Feuerlöscher
F002: Wandhydrant
F003: Feuerleiter
F004: Mittel und Geräte zur Brandbekämpfung
F005: Brandmelder
F006: Brandmeldetelefon
F007: Brandschutztür
F008: Fest eingebaute Feuerlöschmittel-Batterie
F009: Fahrbarer Feuerlöscher
F010: Tragbare Schaumlösch-Einheit
F011: Wassernebelrohr
F012: Fest eingebaute Feuerlösch-Einrichtung
F013: Fest eingebaute Feuerlösch-Flasche
F014: Auslösestation für Raumschutz
F015: Feuerlöschmonitor
F016: Löschdecke
F017: Feuerwehraufzug
F018: Brandalarm-Blitzleuchte
F019: Löschschlauch, nicht angeschlossen
Richtungsangabe (1)
Richtungsangabe (1)

Beispiel für ein Brandschutzzeichen mit Richtungspfeil:

### Rettungszeichen
| Form             | quadratisch (mit Richtungspfeil rechteckig) |
| Hintergrundfarbe | Signalgrün (RAL 6032)                       |
| Symbolfarbe      | Signalweiß (RAL 9003)                       |
| Kategorie        | E                                           |

Weitere Anforderungen sind unter der Norm DIN 67510 zu finden. Die Nummern E005 und E006 sind nicht belegt, da die Zusatzpfeile inzwischen nicht mehr alleine, sondern nur in Verbindung mit anderen Rettungszeichen erlaubt sind.

E001: Rettungsweg/Notausgang (links) (2)
E002: Rettungsweg/Notausgang (rechts) (2)
E003: Erste Hilfe
E004: Notruftelefon
E007: Sammelstelle
E008: Notausgangsvorrichtung, die nach Zerschlagen einer Scheibe zu erreichen ist
E009: Arzt
E010: Automatisierter Externer Defibrillator (AED)
E011: Augenspüleinrichtung
E012: Notdusche
E013: Krankentrage
E014: Erkennungssystem für das Vorhandensein und die Orientierung eines Kindersitzes (CPOD)
E015: Trinkwasser
E016: Notausstieg mit Fluchtleiter
E017: Rettungsausstieg
E018: Öffnung durch Linksdrehung
E019: Öffnung durch Rechtsdrehung
E020: Not-Halt-Knopf
E021: Schutzhütte
E022: Tür öffnet durch Drücken auf der linken Seite
E023: Tür öffnet durch Drücken auf der rechten Seite
E024: Vorläufige Evakuierungsstelle
E025: Nothammer
E026: Notausgang für nicht-gehfähige oder gehbeeinträchtigte Personen (links)
E027: Medizinischer Notfallkoffer
E028: Wiederbelebungsgerät
E029: Fluchtretter
E030: Notausgang für nicht-gehfähige oder gehbeeinträchtigte Personen (rechts)
E031: Generalalarm auf einem Schiff
E032: Sammelstelle auf einem Schiff
E033: Schiebetür öffnet nach rechts
E034: Schiebetür öffnet nach links
E035: Messer für Rettungsfloßausrüstung
E036: Rettungsboot
E037: Bereitschaftsboot
E038: Rettungsfloß
E039: Mit Davit aussetzbares Rettungsfloß
E040: Rettungsring
E041: Rettungsring mit Leine
E042: Rettungsring mit Licht
E043: Rettungsring mit Leine und Licht
E044: Rettungsweste
E045: Rettungsweste für Kinder
E046: Rettungsweste für Säuglinge
E047: Radartransponder für Suche und Rettung
E048: Signalrakete
E049: Fallschirm-Signalrakete
E050: Leinenwurfgerät
E051: UKW-Sprechfunkgerät (Senden/Empfangen), tragbar
E052: Funkbake zur Kennzeichnung der Seenotposition
E053: Einbootungsleiter
E054: Offene Rutsche für Schiffsevakuierung
E055: Geschlossene Rutsche für Schiffsevakuierung
E056: Überlebensanzug
E057: Tür öffnet durch Ziehen auf der linken Seite
E058: Tür öffnet durch Ziehen auf der rechten Seite
E059: Fluchtleiter
E060: Rettungsstuhl
E061: Wasser-Rettungsausrüstung
E062: Tsunami-Zufluchtsbereich
E063: Tsunami-Zufluchtsgebäude
E064: Ersthelfer
E065: Zufluchtsort im Freien bei Naturkatastrophen
E067: Evakuierungsmatratze
E068: Rettungsring mit Licht und Rauch
E069: Person-über-Bord-Melder
E070: Rettungsaufzug für nicht-gehfähige oder gehbeeinträchtigte Personen
Zusatzzeichen Pfeil (3) (ehemalig E005)
Zusatzzeichen Pfeil (3) (ehemalig E006)

#### Fluchtwegzeichen mit Richtungspfeil

#### Fluchtwegzeichen mit Text
Die Norm ISO 16069, welche Anforderungen an Sicherheitsleitsysteme festlegt, sieht Fluchtwegzeichen mit zusätzlichem Text vor. Dabei erhöht die Verwendung des zusätzlichen Textes die Größe des Zeichens und macht es somit auffälliger.

#### Rothalbmond-Variante
ISO 7010 sieht für die Rettungszeichen, die ein Erste-Hilfe-Kreuz enthalten vor, dass dieses durch ein „anderes kulturell geeignetes Element“ ersetzt werden darf. In Staaten mit mehrheitlich muslimischer Bevölkerung ist dies insbesondere der Rote Halbmond, welcher wie das Rote Kreuz durch die Genfer Konventionen völkerrechtlich geschützt ist.

### Zusatzzeichen und Kombinationen von Zeichen
ISO 3864-1 und ISO 3864-2 beschreiben zusätzlich zu ISO 7010 die Gestaltung und Anwendung von Zusatzzeichen, welche zusätzlich zur Beschreibung, Ergänzung oder Klärung des eigentlichen Sicherheitszeichens verwendet werden können. Diese sind rechteckig, und können über, unter oder neben dem eigentlichen Zeichen stehen. Sie sind weiß oder haben die Farbe des Sicherheitszeichens. Ebenfalls ist die Anwendung von Kombinations- oder Mehrfachzeichen möglich, welche ein oder mehrere Sicherheitszeichen und Zusatzzeichen beinhalten.

Beispiel eines Zusatzzeichens neben einem Sicherheitszeichen
Beispiel eines Zusatzzeichens unter einem Sicherheitszeichen
Beispiel eines Mehrfachzeichens mit den Zusatzzeichen neben den Sicherheitszeichen
Beispiel eines Mehrfachzeichens mit den Zusatzzeichen unter den Sicherheitszeichen

## Sicherheitsmarkierungen
ISO 3864-1 definiert zudem vier verschiedene Arten von Sicherheitsmarkierungen und deren Einsatzgebiete:
| Markierung | Farbe        | Bedeutung                  |
| ---------- | ------------ | -------------------------- |
|            | Gelb/Schwarz | Gefahr                     |
|            | Rot/Weiß     | Gefahr oder Zutrittsverbot |
|            | Blau/Weiß    | Gebot                      |
|            | Grün/Weiß    | Gefahrloser Bereich        |

Die Streifen müssen gleich breit sein und werden in einem Winkel von 45° aufgebracht.